# Liste von Sakralbauten in Schliersee
Die Liste von Sakralbauten in Schliersee umfasst die Sakralbauten auf dem Gebiet der oberbayrischen Gemeinde Schliersee, geordnet nach ihrer Lage von Nord nach Süd.

## Liste
| Name                               | Bild | Standort                                                           | Errichtung                                                         | Konfession         | Bemerkungen | Koordinaten                      |
| ---------------------------------- | ---- | ------------------------------------------------------------------ | ------------------------------------------------------------------ | ------------------ | --- | -------------------------------- |
| St. Martin                         |      | Im Ortsteil Westenhofen                                            | 1734–1737                                                          | römisch-katholisch | Barock mit gotischem Turm, auf dem Friedhof das Grab des Wildschützen Georg Jennerwein                                                             | 47° 44′ 13″ N, 11° 51′ 14,3″ O   |
| Christuskirche                     |      | Leitnerstraße 2 im Hauptort                                        | 1953–1954                                                          | evangelisch        | Zeltartiger Bau mit Zwiebelkuppel, Architekt war Olaf Andreas Gulbransson                                                                          | 47° 44′ 11,2″ N, 11° 51′ 47,6″ O |
| St. Georg                          |      | Hans-Miederer-Straße 4, im Hauptort (auf dem Weinberg)             | Mitte des 14. Jahrhunderts                                         | römisch-katholisch | Wegen der Lage auch Weinbergkirche genannt. Altar mit frei stehender Statue St. Georg auf dem Pferd, den Drachen tötend.                           | 47° 44′ 3″ N, 11° 51′ 58″ O      |
| St. Sixtus                         |      | Mesnergasse 2 im Hauptort                                          | 1712–1715                                                          | katholisch         | Barocker Bau mit reicher Ausstattung, gotischer Turm, Fresken von Johann Baptist Zimmermann, Schutzmantelmadonna-Tafelbild von Jan Polack (1494)   | 47° 43′ 59,4″ N, 11° 51′ 53,1″ O |
| St. Nikolaus-Kapelle               |      | Auf dem Friedhof von St. Sixtus,                                   | Spätgotisch, 1712/13 wegen Baumaterials für St. Sixtus verkleinert | römisch-katholisch | Rest einer früheren größeren Kirche. Friedhofskapelle und Kriegergedächtnisstätte, Flügelaltar für Nikolaus von Myra von 1541                      | 47° 44′ 0,2″ N, 11° 51′ 53,4″ O  |
| Krainsbergerkapelle                |      | Im Ortsteil Breitenbach-Krainsberg                                 | um 1900                                                            | römisch-katholisch | Kräftig gegliederter Putzbau mit Dachreiter | 47° 43′ 46,7″ N, 11° 50′ 38,3″ O |
| St. Leonhard                       |      | Ortsteil Fischhausen, an der B 307                                 | 1651                                                               | römisch-katholisch | Filial- und Wallfahrtskirche (jährliche Leonhardifahrt), barockes Kirchenschiff, gotischer Turm, reiche Stuckverzierung                            | 47° 42′ 27,7″ N, 11° 52′ 25″ O   |
| Heilig-Kreuz-Kapelle               |      | Im Markus-Wasmeier-Bauernhofmuseum, Ortsteil Neuhaus, Brunnbichl 5 | 2012–2015                                                          | römisch-katholisch | Erbaut vom Lüftlmaler und Restaurator Günther Wasmeier, dem Vater von Markus Wasmeier. Platz für 20 Personen, Decke mit Bauernmalerei „Maria Hilf“ | 47° 42′ 24,9″ N, 11° 52′ 41,3″ O |
| St. Josef                          |      | Im Ortsteil Neuhaus                                                | 1952/1953                                                          | römisch-katholisch | Saalraum mit Flachdecke und halbrunder Altarapsis. Angeschlossen Jugendhaus, Pfarrzentrum und Kindergarten.                                        | 47° 42′ 5,2″ N, 11° 52′ 44,5″ O  |
| Apostel-Petrus-Kirche              |      | Im Ortsteil Neuhaus                                                | 1963/1964                                                          | evangelisch        | Architekt Gustav Gsaenger. Der Flügelaltar stammt von Angela Gsaenger, der Tochter des Architekten.                                                | 47° 41′ 51,7″ N, 11° 52′ 52″ O   |
| St. Leonhard (Freudenreichkapelle) |      | Auf dem Grat Brecherspitz-Dürnbachkopf in 1573 Metern Höhe         | Ende des 19. Jahrhunderts                                          | römisch-katholisch | Almkapelle, Holzbau, Namensbezug auf Freudenreichalm                                                                                               | 47° 40′ 45,2″ N, 11° 51′ 43,4″ O |
| St. Bernhard                       |      | Im Ortsteil Spitzingsee                                            | 1937/1938                                                          | römisch-katholisch | Geweiht dem heiligen Bernhard von Menthon, dem Schutzpatron der Alpenbewohner und Bergsteiger.                                                     | 47° 39′ 40,8″ N, 11° 53′ 15,4″ O |
| St. Michaels-Kapelle               |      | Östlich des Spitzingsees unterhalb der Schwarzenkopfhütte          |                                                                    | römisch-katholisch | Wurde zu Ehren der Toten der Polizei errichtet. Die Bayerische Polizei betreibt in der Nähe zwei Berghäuser zu Fortbildungszwecken                 | 47° 39′ 40,9″ N, 11° 54′ 28,5″ O |
| Kapelle Maria Hilf                 |      | Im Weiler Valepp südlich des Spitzingsees                          | 1710                                                               | römisch-katholisch | Im reich verzierten Schnitzwerkaltar eine Kopie des Gnadenbildes Mariahilf von Lucas Cranach dem Älteren                                           | 47° 36′ 53,7″ N, 11° 53′ 37,2″ O |